# Leopold Fitzinger

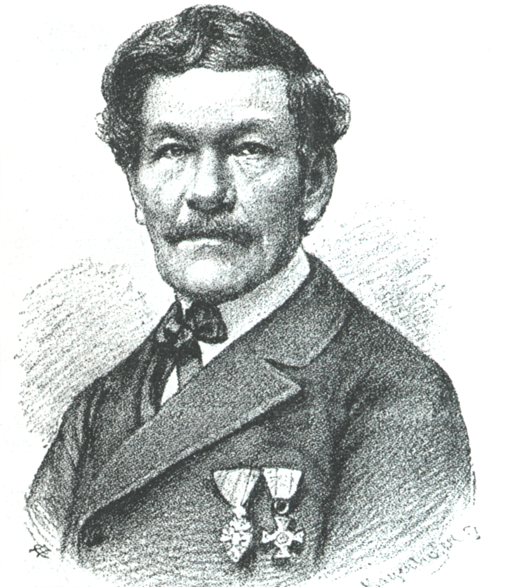
Leopold Fitzinger

Leopold Joseph Franz Johann Fitzinger (Viena, 13 abril 1802 - Hietzing, 20 de setembre de 1884), va ser un zoòleg austríac.

## Biografia
Va ser un apassionat de la història natural i particularment de les plantes des de la seva joventut. Es va fer aprenent d'un farmacèutic a l'edat de 14 anys. Va començar a freqüentar la Universitat de Viena on va seguir els cursos de botànica de Nikolaus Joseph von Jacquin, però va interrompre els seus estudis a partir de 1817. En aquells dies es va convertir en assistent del Museu d'Història Natural de Viena, dirigit pel cunyat de Jacquin, Carl Franz Anton Ritter von Schreibers (1775-1852), on va treballar durant 27 anys, fins a 1844. Es va ocupar fins a 1835 dels vertebrats inferiors, però va afegir els mamífers a les seves funcions el 1835.
En reconeixement del seu treball, va obtenir el títol de doctor honorari de la Universitat de Königsberg (1833) i de la Universitat de Halle (Saxònia-Anhalt) (1834). Deixà el museu el 1861 i dirigí durant uns anys els zoos de Múnic i de Budapest.
Fitzinger va treballar amb un ampli espectre d'animals. El 1826 publicà Neue Classification der Reptilia, assaig sobre la classificació de les espècies basat en part en els treballs dels seus amics Wilhelm Hemprich (1796-1825) i Heinrich Boie (1794-1827). El 1843 publicà Systema Reptilium, que cobreix de fet només els gecos, els camaleons i les iguanes. El 1864 publicà un atles mundial dels rèptils i els amfibis que va gaudir de gran popularitat i que incloïa 108 gravats esplèndids.
La importància de la seva obra va ser reconeguda per nombroses societats científiques de tot el món que li atorgaren el títol de membre honorari.
Va estar influït per filòsofs naturalistes com Lorenz Oken (1779-1851), Johann Baptist von Spix (1781-1826) i Johann Jakob Kaup (1803-1873) i persuadit que la diversitat dels organismes s'ajusta a un ordre preestablert que es repeteix invariablement. Per Fitzinger, els números 3 i 5 han de trobar-se en l'organització de la classificació, de manera que l'organitza les seves categories de manera que s'ajustin a aquest esquema. És per aquest motiu pel qual s'oposa a les idees desenvolupades per Charles Darwin (1809-1882). Malgrat aquest aspecte molt artificial, nombrosos gèneres i espècies catalogats per ell encara es conserven en l'actualitat.

## Publicacions
- Neue Classification der Reptilien (pdf) (en alemany). facsímil en línia.  Viena: J.G. Heubner, 1826, p. 128.
- Entwurf einer systematischen Anordnung der Schildkröten nach den Grundsätzen der natürlichen Methode. (en alemany). facsímil en línia, 1835.
- Systema Reptilium (pdf) (en llatí). volum 1 Amblyglossæ. facsímil en línia, 1843.
- Über den Proteus anguineus Auctorum, 1850.